# Campionato mondiale di hockey su ghiaccio - Prima Divisione 2023
Il Campionato mondiale di hockey su ghiaccio - Prima Divisione 2023 è un torneo di hockey su ghiaccio organizzato dall'International Ice Hockey Federation.

Il torneo del gruppo A si è giocato a Nottingham, in Gran Bretagna, dal 29 aprile al 5 maggio, mentre il torneo del gruppo B è stato giocato a Tallinn, in Estonia, dal 23 al 29 aprile 2023.

## Gruppo A

### Partecipanti
| Nazionale     | Qualificazione                                                   |
| ------------- | ---------------------------------------------------------------- |
| Italia        | Quindicesima nel Campionato mondiale 2022 e retrocessa.          |
| Gran Bretagna | Ospitante, sedicesima nel Campionato mondiale 2022 e retrocessa. |
| Lituania      | Terza nella Prima Divisione A del 2022.                          |
| Corea del Sud | Quarta nella Prima Divisione A del 2022.                         |
| Romania       | Quinta nella Prima Divisione A del 2022.                         |
| Polonia       | Prima nella Prima Divisione B del 2022 e promossa.               |

### Classifica
| Pos | Squadra           | G | V | VS | PS | P | GF | GS | DG  | Pt | Promozione o retrocessione      |
| --- | ----------------- | - | - | -- | -- | - | -- | -- | --- | -- | ------------------------------- |
| 1   | Gran Bretagna (H) | 5 | 4 | 1  | 0  | 0 | 24 | 7  | +17 | 14 | Promosse in Top Division        |
| 2   | Polonia           | 5 | 4 | 0  | 1  | 0 | 28 | 9  | +19 | 13 | Promosse in Top Division        |
| 3   | Italia            | 5 | 3 | 0  | 0  | 2 | 23 | 16 | +7  | 9  |                                 |
| 4   | Corea del Sud     | 5 | 2 | 0  | 0  | 3 | 8  | 20 | −12 | 6  |                                 |
| 5   | Romania           | 5 | 1 | 0  | 0  | 4 | 9  | 26 | −17 | 3  |                                 |
| 6   | Lituania          | 5 | 0 | 0  | 0  | 5 | 7  | 21 | −14 | 0  | Retrocessa in Prima Divisione B |

### Risultati
| Nottingham 29 aprile 2023, ore 12:30 UTC+1 | Polonia | 7 – 0 (3-0, 3-0, 1-0) referto | Lituania | Motorpoint Arena Nottingham (1352 spett.) |

| Nottingham 29 aprile 2023, ore 16:00 UTC+1 | Romania | 2 – 6 (0-2, 1-2, 1-2) referto | Italia | Motorpoint Arena Nottingham (2001 spett.) |

| Nottingham 29 aprile 2023, ore 19:30 UTC+1 | Corea del Sud | 0 – 4 (0-2, 0-1, 0-1) referto | Gran Bretagna | Motorpoint Arena Nottingham (3966 spett.) |

| Nottingham 30 aprile 2023, ore 12:30 UTC+1 | Lituania | 2 – 3 (2-1, 0-2, 0-0) referto | Romania | Motorpoint Arena Nottingham (1958 spett.) |

| Nottingham 30 aprile 2023, ore 16:00 UTC+1 | Gran Bretagna | 5 – 4 (d.t.s.) (1-1, 2-0, 1-3, 1-0) referto | Polonia | Motorpoint Arena Nottingham (5076 spett.) |

| Nottingham 30 aprile 2023, ore 19:30 UTC+1 | Italia | 6 – 1 (2-0, 1-0, 3-1) referto | Corea del Sud | Motorpoint Arena Nottingham (1572 spett.) |

| Nottingham 2 maggio 2023, ore 12:30 UTC+1 | Romania | 2 – 5 (1-1, 0-2, 1-2) referto | Corea del Sud | Motorpoint Arena Nottingham (767 spett.) |

| Nottingham 2 maggio 2023, ore 16:00 UTC+1 | Italia | 2 – 4 (1-1, 0-1, 1-2) referto | Polonia | Motorpoint Arena Nottingham (1318 spett.) |

| Nottingham 2 maggio 2023, ore 19:30 UTC+1 | Gran Bretagna | 3 – 0 (2-0, 0-0, 1-0) referto | Lituania | Motorpoint Arena Nottingham (2606 spett.) |

| Nottingham 3 maggio 2023, ore 12:30 UTC+1 | Corea del Sud | 0 – 7 (0-2, 0-3, 0-2) referto | Polonia | Motorpoint Arena Nottingham (710 spett.) |

| Nottingham 3 maggio 2023, ore 16:00 UTC+1 | Lituania | 4 – 6 (1-1, 2-4, 1-1) referto | Italia | Motorpoint Arena Nottingham (876 spett.) |

| Nottingham 3 maggio 2023, ore 19:30 UTC+1 | Gran Bretagna | 7 – 0 (0-0, 3-0, 4-0) referto | Romania | Motorpoint Arena Nottingham (2506 spett.) |

| Nottingham 5 maggio 2023, ore 12:30 UTC+1 | Polonia | 6 – 2 (0-1, 4-0, 2-1) referto | Romania | Motorpoint Arena Nottingham (1441 spett.) |

| Nottingham 5 maggio 2023, ore 16:00 UTC+1 | Lituania | 1 – 2 (0-0, 1-1, 0-1) referto | Corea del Sud | Motorpoint Arena Nottingham (2078 spett.) |

| Nottingham 5 maggio 2023, ore 19:30 UTC+1 | Italia | 3 – 5 (1-1, 2-3, 0-1) referto | Gran Bretagna | Motorpoint Arena Nottingham (5538 spett.) |

## Gruppo B

### Partecipanti
| Nazionale   | Qualificazione                                         |
| ----------- | ------------------------------------------------------ |
| Giappone    | Secondo nella Prima Divisione B del 2022.              |
| Ucraina     | Terza nella Prima Divisione B del 2022.                |
| Estonia     | Ospitante, quarta nella Prima Divisione B del 2022.    |
| Serbia      | Quinta nella Prima Divisione B del 2022.               |
| Cina        | Prima nella Seconda Divisione A del 2022 e promossa.   |
| Paesi Bassi | Secondi nella Seconda Divisione A del 2022 e promossi. |

### Classifica
| Pos | Squadra     | G | V | VS | PS | P | GF | GS | DG  | Pt | Promozione o retrocessione        |
| --- | ----------- | - | - | -- | -- | - | -- | -- | --- | -- | --------------------------------- |
| 1   | Giappone    | 5 | 5 | 0  | 0  | 0 | 29 | 10 | +19 | 15 | Promossa in Prima Divisione A     |
| 2   | Ucraina     | 5 | 3 | 0  | 1  | 1 | 35 | 16 | +19 | 10 |                                   |
| 3   | Cina        | 5 | 2 | 1  | 0  | 2 | 19 | 18 | +1  | 8  |                                   |
| 4   | Estonia (H) | 5 | 1 | 1  | 0  | 3 | 13 | 18 | −5  | 5  |                                   |
| 5   | Paesi Bassi | 5 | 1 | 0  | 1  | 3 | 14 | 31 | −17 | 4  |                                   |
| 6   | Serbia      | 5 | 0 | 1  | 1  | 3 | 7  | 24 | −17 | 3  | Retrocessa in Seconda Divisione A |

### Risultati
| Tallinn 23 aprile 2023, ore 12:30 UTC+3 | Paesi Bassi | 1 – 8 (0-2, 0-2, 1-4) referto | Giappone | Tondiraba Ice Hall (150 spett.) |

| Tallinn 23 aprile 2023, ore 16:00 UTC+3 | Cina | 5 – 4 (d.t.s.) (0-2, 4-0, 0-2, 1-0) referto | Ucraina | Tondiraba Ice Hall (560 spett.) |

| Tallinn 23 aprile 2023, ore 19:30 UTC+3 | Serbia         | 1 – 1 (d.t.s.) (0-0, 0-1, 1-0, 0-0) referto | Estonia | Tondiraba Ice Hall (1564 spett.) |
| \| \| \| \| \| \| Shootout 0 – 1 \| \|  |                |                                             |         |                                  |
|                                         |                |                                             |         |                                  |
|                                         | Shootout 0 – 1 |                                             |         |                                  |

| Tallinn 24 aprile 2023, ore 12:30 UTC+3 | Giappone | 5 – 2 (1-2, 2-0, 2-0) referto | Cina | Tondiraba Ice Hall (280 spett.) |

| Tallinn 24 aprile 2023, ore 16:00 UTC+3 | Ucraina | 7 – 0 (0-0, 2-0, 5-0) referto | Serbia | Tondiraba Ice Hall (428 spett.) |

| Tallinn 24 aprile 2023, ore 19:30 UTC+3 | Estonia | 4 – 2 (1-1, 0-0, 3-1) referto | Paesi Bassi | Tondiraba Ice Hall (1349 spett.) |

| Tallinn 26 aprile 2023, ore 12:30 UTC+3 | Paesi Bassi | 7 – 2 (3-0, 3-2, 1-0) referto | Cina | Tondiraba Ice Hall (215 spett.) |

| Tallinn 26 aprile 2023, ore 16:00 UTC+3 | Giappone | 8 – 3 (2-0, 1-2, 5-1) referto | Serbia | Tondiraba Ice Hall (254 spett.) |

| Tallinn 26 aprile 2023, ore 19:30 UTC+3 | Ucraina | 7 – 4 (1-1, 4-1, 2-2) referto | Estonia | Tondiraba Ice Hall (3001 spett.) |

| Tallinn 27 aprile 2023, ore 12:30 UTC+3 | Cina | 5 – 0 (2-0, 2-0, 1-0) referto | Serbia | Tondiraba Ice Hall (123 spett.) |

| Tallinn 27 aprile 2023, ore 16:00 UTC+3 | Ucraina | 14 – 2 (4-1, 6-1, 4-0) referto | Paesi Bassi | Tondiraba Ice Hall (729 spett.) |

| Tallinn 27 aprile 2023, ore 19:30 UTC+3 | Estonia | 1 – 3 (0-1, 1-2, 0-0) referto | Giappone | Tondiraba Ice Hall (2432 spett.) |

| Tallinn 29 aprile 2023, ore 12:30 UTC+3 | Serbia         | 2 – 2 (d.t.s.) (1-1, 0-1, 1-0, 0-0) referto | Paesi Bassi | Tondiraba Ice Hall (315 spett.) |
| \| \| \| \| \| \| Shootout 1 – 0 \| \|  |                |                                             |             |                                 |
|                                         |                |                                             |             |                                 |
|                                         | Shootout 1 – 0 |                                             |             |                                 |

| Tallinn 29 aprile 2023, ore 16:00 UTC+3 | Estonia | 2 – 5 (0-3, 1-0, 1-2) referto | Cina | Tondiraba Ice Hall (4066 spett.) |

| Tallinn 29 aprile 2023, ore 19:30 UTC+3 | Giappone | 5 – 3 (2-0, 2-0, 1-3) referto | Ucraina | Tondiraba Ice Hall (3870 spett.) |